# Eliseo Tofiño
Eliseo Tofiño – kolumbijski zapaśnik walczący w obu stylach. Zajął czwarte i piąte miejsce na igrzyskach panamerykańskich w 1975 i szóte w 1971. Brązowy medalista  igrzysk boliwaryjskich w 1973 roku.